# Per Gryselius
Per (Peter) Gryselius (Grützell), född 23 oktober 1777 i Grythyttans socken, Örebro län, död 18 april 1803 i Grythyttan, var en svensk konstnär kopparstickare och tecknare.  
Han var son till bergsmannen Nils Gryselius och Christina Mörk. Gryselius vistades i Filipstad 1795-1796 och flyttade 1797 till Stockholm. Han anställdes som betjänt hos Johan Fredrik Martin som upptäckte Gryselius konstnärliga anlag och utbildade honom i teckning, akvarellmålning och gravering. Gryselius är representerad vid Kungliga biblioteket med en bild av J.K. Kellgrens minnesvård på Jakobs kyrkogård och vid Nordiska museet med en akvarell över Älvestorps bruksherrgård samt vid Nationalmuseum med en etsning. 